# Приморка II

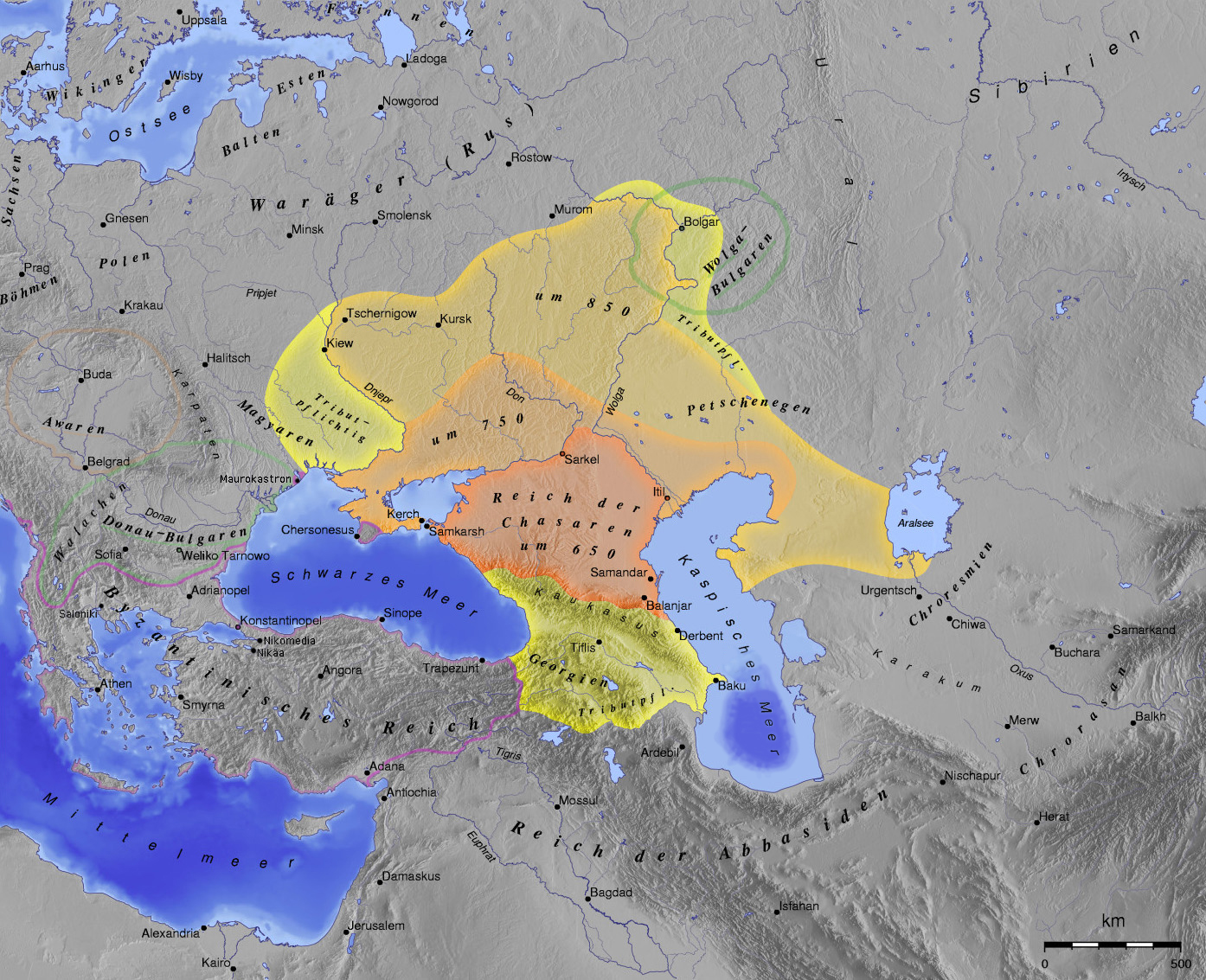
Хозарський каганат

 Приморка — давнє поселення бронзової доби (ХХ-XVII сторіччя до Р. Х.) до золотоординської доби (XIV сторіччя), розташоване біля 1 км на північний захід від села Приморка, Неклинівського району Ростовської області. Відкрито у 2007 році.

## Історія
Місце на північному заході гирла балки Манучкиної, де виявлено поселення, було заселене з бронзової доби, а також за Хозарського каганату та в інші часи.
Розкопки на території поселення загальною площею 1440 м2 проводилися у 2007 році. У цьому унікальному поселенні було розкопано чотири культурні шари. Найбільше зацікавлення археологів, викликав культурний шар поселення бронзової доби. Було розкопано стародавній колодязь пізньої бронзи.
2000 років до Р. Х. на Донщині була поширена зрубна культура (1800—1100 роки до Р. Х.), що, ймовірно, прийшла сюди з Сибіру. Поступово кочове тваринництво переходило в осілу форму пастирського напряму. У Наддонських степах з'явилися великі поселення. Людьми поступово освоювалися землеробство й бронзова металургія. В шарі зрубної культури археологи виявили залишки чотирьох кам'яних будівель. Люди за бронзової доби робили будови з каменю, а під час салтово-маяцької культури з'явилися більш теплі напівземлянкові турлучні будови. Це пояснюється похолоданням клімату.
Самий нижній шар є перехідним між середньою та пізньої бронзовою добою (2000—1600 роки до Р. Х.). Тут було розкопано наземна споруда прямокутної форми, оточений ровом, що представляє собою давнє святилище, фрагменти багатовалкової орнаментованої кераміки. На місці розкопок бронзового культурного шару були виявлені предмети й фрагменти з кременю та кістки.
Культурний шар салтово-маяцької культури створено за середньовічної держави Хозарського каганату (650—969 роки). На поселенні цього часу були виявлені: фрагменти ліпних горщиків, кримських амфор, побутові гончарні вироби, керамічна жаровня, діаметр якої становить 60 см. Всього під час розкопок 2007 року археологами розкопано і досліджено чотирнадцять побутових ям хозарського часу. В одній з ям виявлена кераміка стародавнього Азака.
Верхній шар стародавнього поселення відноситься до золотоординської доби (XIV сторіччя). В ньому було виявлено багато предметів їдальної гончарної кераміки, елементи амфор та інше.